# Ford (priimek)
Ford je priimek več znanih oseb:

## A
- Aleksander Ford (1908—1980), poljski filmski režiser
- Alphonso Ford (1971—2004), ameriški košarkar

## B
- Betty Ford (1918—2011), ameriška plesalka in fotomodelka
- Bernard Ford (*1947), angleški drsalec
- Charles Henri Ford (1913—2002), ameriški pesnik

## C
- Clinton Ford (1931—2009), angleški pevec

## F
- Faith Ford (*1964), ameriška igralka
- Ford Madox Ford (1873—1939), angleški pisatelj s pravim imenom Ford Madox Hueffer

## G
- Gerald Ford (1913—2006), ameriški odvetnik in politik, 38. predsednik ZDA
- Glenn Ford (1916—2006), kanadsko-ameriški filmski igralec
- Gordon Ford (1912—2003), angleško-francoski slikar

## H
- Harrison Ford (*1942), ameriški filmski igralec
- Henry Ford (1863—1947), ameriški podjetnik in industrialec, ustanovitelj podjetja Ford Motor Company

## J
- Jessica Ford (*1966), angleška igralka
- Jessica Ford (*1980), angleška abstraktna slikarka
- John Ford (1586—1640), angleški dramatik
- John Ford (1957—2006), ameriški pisatelj znanstvene fantastike
- John Ford (1895—1973), ameriški režiser s pravim imenom John Martin Feeney
- John Randle Minshull-Ford (1881—1948), britanski general
- Julia Ford, ameriška smučarka

## K
- Kenneth William Ford (1926—), ameriški teoretični fizik

## L
- L. R. Ford:
  - Lester Randolph Ford (1886—1975), ameriški matematik
  - Lester Randolph Ford mlajši (1927—2017), ameriški matematik
- Lita Ford (*1958), angleško-ameriška heavy metal pevka

## M
- Mary Ford (1924—1977), ameriška pevka

## P
- Paul Ford (1901—1976), ameriški igralec
- Paul Leicester Ford (1865—1902), ameriški književnik in zgodovinar
- Peter St. Clair-Ford (1905—1989), britanski general

## R
- Richard Ford (*1944), ameriški pisatelj
- Robben Ford (*1951), ameriški džezovski glasbenik, kitarist

## T
- Thomas F. Ford (1873—1958), ameriški poslanec iz Kalifornije
- Thomas Ford (1580—1648), angleški skladatelj, lutnjar in violist
- Thomas Ford (?—1582), angleški mučenik iz Devonshira
- Thomas Ford (1800—1850), ameriški politik in guverner zvezne države Illinois
- Thomas Mikal Ford, ameriški igralec, znan po vlogi Tommyja Strawna v Martin
- Tom Ford (1866—1917), ameriški bejzbolist
- Tom Ford, britanski televizijski napovedovalec
- Tom Ford (*1962), ameriški modni oblikovalec in filmski režiser
- Tom Ford (*1983), angleški snukerist
- Tommy Ford, ameriški smučar

## W
- William Kent Ford mlajši (1931—2023), ameriški astronom in astrofizik
- Worthington Chauncey Ford (1868—1941), ameriški zgodovinar